# Diaspora białoruska
     Białoruś
     + 100,000
     + 10,000
     + 1,000

Białorusini na świecie
Białoruś
+ 100,000
+ 10,000
+ 1,000

Diaspora białoruska – społeczność Białorusinów zamieszkująca poza granicami Białorusi.
Wśród przyczyn emigracji z Białorusi wskazuje się zarówno na kwestie ekonomiczne, jak i polityczne, które nabrały szczególnego znaczenia po fali protestów w latach 2020–2021. W przypadku emigracji z przyczyn materialnych przez lata głównym jej kierunkiem pozostawała Rosja, jednak od 2021 najwięcej Białorusinów jako najatrakcyjniejszy kierunek wskazuje Polskę.
Aktywną działalność wobec diaspory prowadzą przedstawiciele białoruskiej opozycji prodemokratycznej. Z kolei ze strony władz Białorusi inicjatywami dotyczącymi diaspory zajmuje się m.in. ministerstwo spraw zagranicznych oraz Rada Konsultacyjna ds Białorusinów za granicą. Do 2020 r. funkcjonował rządowy program Białorusini na świecie. Negatywne nastawienie do emigrantów politycznych reprezentuje prezydent Alaksandr Łukaszenka, który określa ich mianem zbiegów.